# Monowai (vulcano)
Il Monowai è un vulcano sottomarino situato nell'Oceano Pacifico e posizionato a nord della Nuova Zelanda. 
È formato da una grande caldera e da un adiacente cono vulcanico posizionato a sud-sudest della caldera. Il cono vulcanico si innalza fino ad arrivare a -100 metri dalla superficie del mare, anche se la profondità varia in funzione dell'attività vulcanica ancora in corso, del collasso di alcuni settori e della formazione di qualche duomo di lava.

## Aspetti geologici
La subduzione della placca pacifica al di sotto della placca australiana, è la causa dell'attività vulcanica e idrotermale nella dorsale delle Tonga-Kermadec, di cui il Monowai fa parte. 
Il vulcano è situato nella zona in cui la fossa Osbourn e la catena sottomarina di Louisville vanno in subduzione nella fossa delle Tonga; il vulcanismo è probabilmente influenzato da questo processo.
Il Monowai è uno dei vulcani più attivi nell'arco insulare delle Isole Kermadec e forse il vulcano sottomarino più attivo in assoluto, con una serie di eruzioni a partire dal 1977. L'attività vulcanica è caratterizzata da emissioni di gas, scolorimento delle acque, attività sismica e un significativo tasso di crescita delle dimensioni del vulcano. È stata osservata anche un'intensa attività idrotermale, e i camini idrotermali consentono la vita di una fauna piuttosto varia.

## Storia della scoperta
L'attività vulcanica del Monowai fu scoperta tra il 1877 e il 1924; nel 1944 fu segnalato un banco di sabbia o di roccia in quell'area, anche se potrebbe essersi trattato di una zattera di pomice scambiata per roccia. Solo nel 1977 si comprese che quella che era fino ad allora ritenuta una montagna sottomarina, era in realtà un vulcano sottomarino. La denominazione "Monowai" fu assegnata nel 1980 e deriva dal nome della nave da ricerca HMNZS Monowai, della Royal New Zealand Navy, che aveva condotto studi nell'area.
La caldera fu scoperta soltanto nel 2004. Il vulcano è stato dragato è ulteriormente investigato dai battelli sommergibili senza personale Pisces V e ROPOS e da varie spedizioni di ricerca navali.
Viene ancora informalmente chiamato "Orion seamount", dalla denominazione che aveva prima di essere riconosciuto come vulcano sottomarino.Davey, p. 536

## Composizione del magma
Le eruzioni del Monowai hanno prodotto rocce la cui composizione va da andesite a andesite basaltica, entrambe prevalentemente nell'area attorno alla caldera, al basalto che costituisce la struttura del cono vulcanico.
Dal dragaggio del fondale si sono ottenuti campioni che contengono fenocristalli di clinopirosseno, olivina e plagioclasio e definiscono una composizione rocciosa prevalentemente femica, il che è piuttosto inusuale per una grande caldera. In definitiva, il magma ha origine da una fusione parziale del cuneo mantellico al di sotto della placca australiana e da una miscela di fusi ricchi di acqua e poveri di acqua nella camera magmatica.
L'evoluzione dei processi che avvengono nella camera magmatica a temperature di 1080-1200 °C hanno infine dato luogo alla formazione di andesiti, partendo da un comune fuso basaltico.
Sul Mussel Ridge, il metasomatismo delle rocce ha prodotto una serie di minerali come alunite, silice amorfa, anidrite, barite, calcopirite, cristobalite, magnetite, marcasite, natroalunite, natrojarosite, pirite, pirofillite, smectite e zolfo nativo; in alcune aree, le rocce vulcaniche sembrano essere state completamente rimpiazzate da prodotti di alterazione. Sono state individuate anche rocce di ialoclastite.